# Jammie Robinson
Jammie L. Robinson (Cordele, 24 gennaio 2001) è un giocatore di football americano statunitense che milita nel ruolo di safety per i Carolina Panthers della National Football League (NFL).

## Carriera

### Carolina Panthers
Al college Robinson giocò a football a South Carolina (2019-2020) e a Florida State (2021-2022). Fu scelto nel corso del quinto giro (145º assoluto) del Draft NFL 2023 dai Carolina Panthers. Debuttò come professionista subentrando nella gara del primo turno contro gli Atlanta Falcons giocando 14 snap negli special team. La sua prima stagione si chiuse con 17 tackle in 15 partite, di cui 2 come titolare.